# Nassaukapel

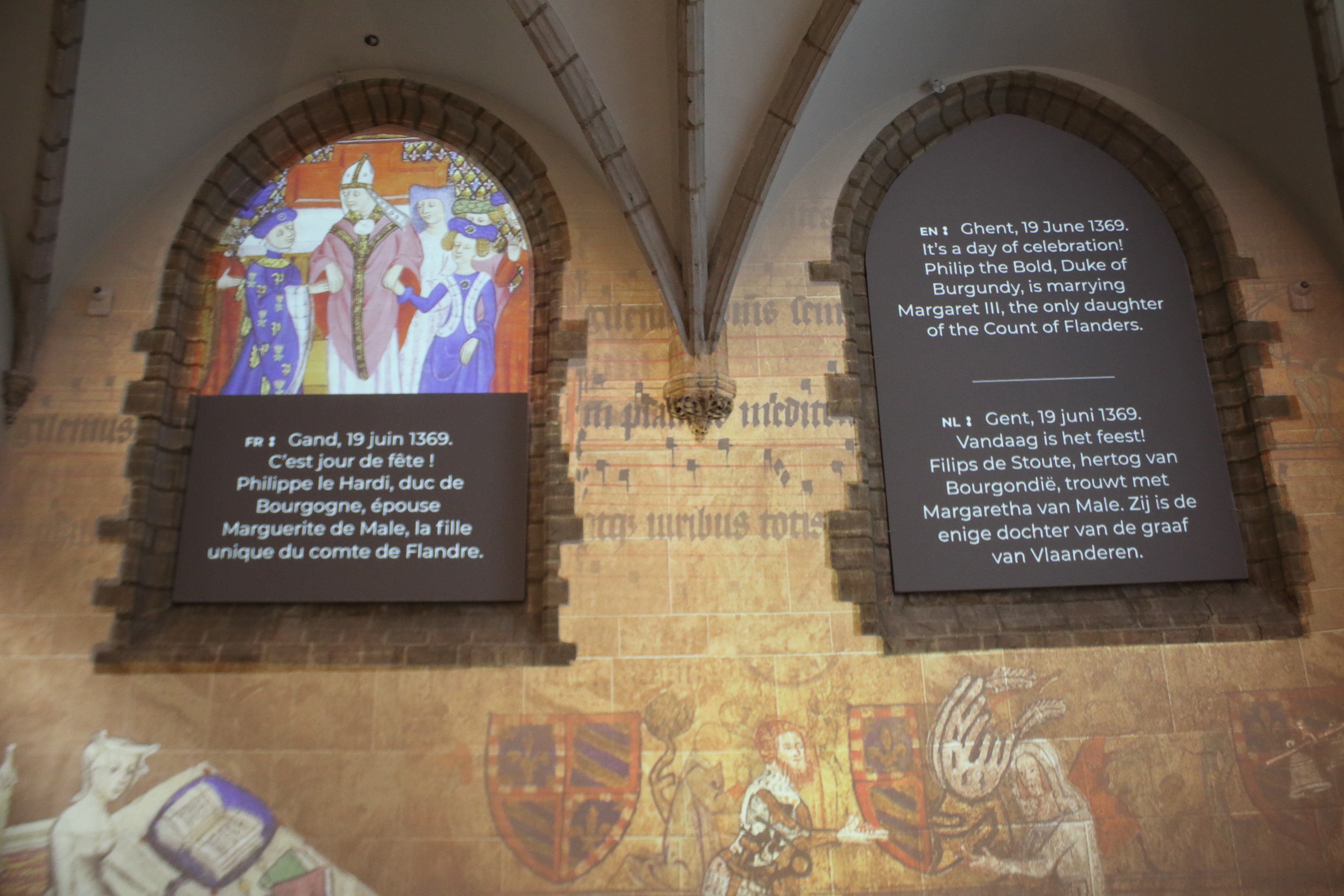
De Nassaukapel als onderdeel van het KBR Museum.

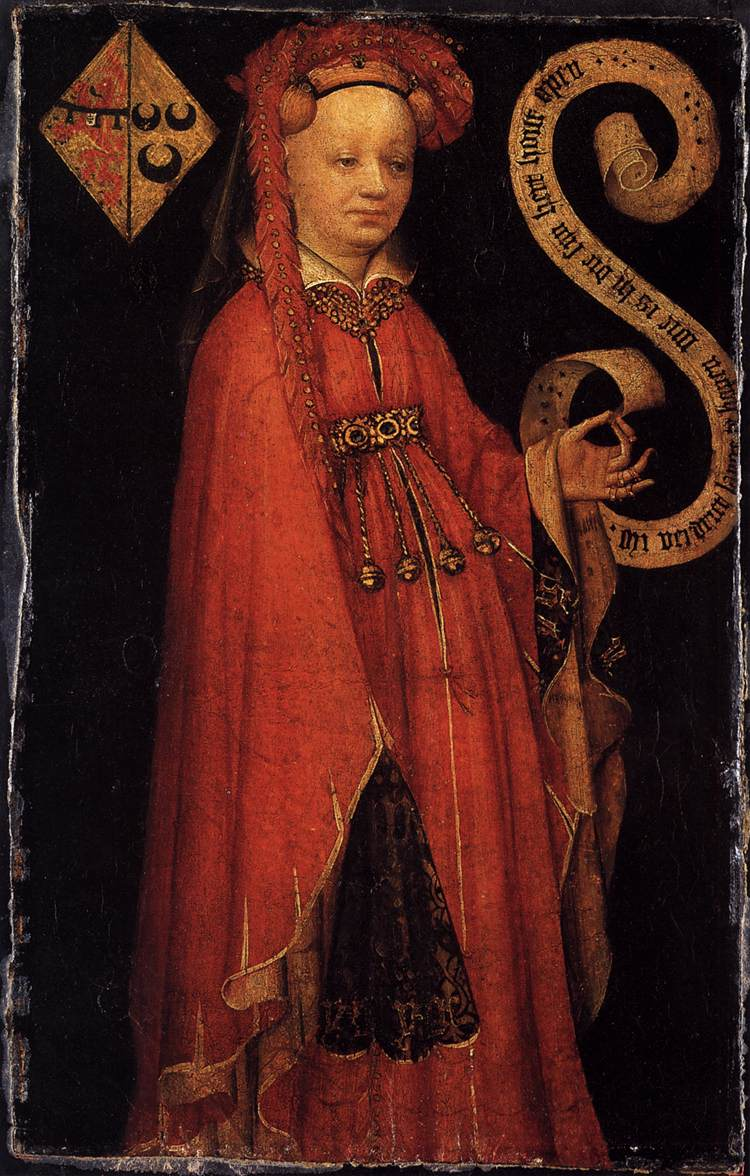
Lysbeth van Duvoorde, schilderij met dit opschrift : "Afbeeltsel van Juffer Lijsbeth van Duvoorde, Heer Dircks dochter", circa 1430.

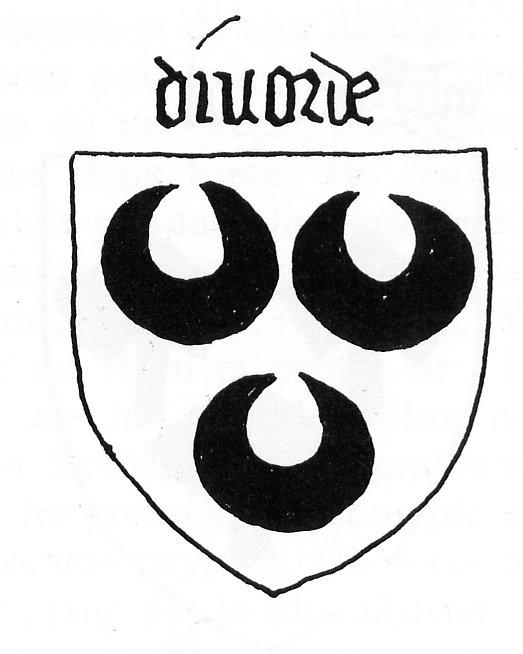
Wapen van de familie van Duvoorde (Divorde)

De Nassaukapel of Kapel van Duvoorde (Frans: Chapelle de Nassau of chapelle van Duvoorde) is een kapel in de Belgische stad Brussel in het Brussels Hoofdstedelijk Gewest. De kerk staat in de Koninklijke Wijk op de Kunstberg en is onderdeel van het gebouw van de Koninklijke Bibliotheek van België. Sinds september 2020 is de kapel onderdeel van het KBR Museum.
De kapel is gewijd aan Sint-Joris en is het enige deel van het Paleis van Nassau dat nog bewaard is gebleven.

## Geschiedenis
In 1346 werd de kapel opgericht door Willem van Duvoorde, een belangrijke financierder in de 14e eeuw. Hij liet in de wijk, waar het hof en leden van de zeven geslachten van Brussel gevestigd waren, een paleis bouwen met een kapel.
Toen Van Duvoorde in 1353 stierf zonder wettige kinderen, ging het goed over op de nazaten van zijn neef, de familie van Nassau.
Rond 1500 werd het paleis door Engelbrecht II van Nassau verbouwd, maar liet daarbij de kapel vrijwel onveranderd in haar gotische stijl.
In de 18e eeuw werd de kapel onderdeel van het Paleis van Karel van Lotharingen. Na een restauratie in 1839 werd de ruimte gebruikt als depot voor beeldhouwwerken. In 1862 vestigde het Museum voor Natuurwetenschappen er een laboratorium en vanaf 1895 mocht het Institut International de Bibliographie van Paul Otlet van de kapel gebruikmaken.
De kapel deed dienst als leeszaal van het Algemeen Rijksarchief van 1923 tot 1958. Bij de bouw van de Koninklijke Bibliotheek van België werd besloten de ruimte in situ te bewaren. Zij werd opgenomen in het nieuwe bibliotheekgebouw en opende in 1969 als tentoonstellingsruimte. Sinds september 2020 is de Nassaukapel onderdeel van het KBR Museum.

## Gebouw
De kapel is opgetrokken in Brabants-gotische stijl en is voorzien van rondboogvensters. Aan een zijde is de kapel aan de buitenkant nog herkenbaar.

## Afbeeldingen

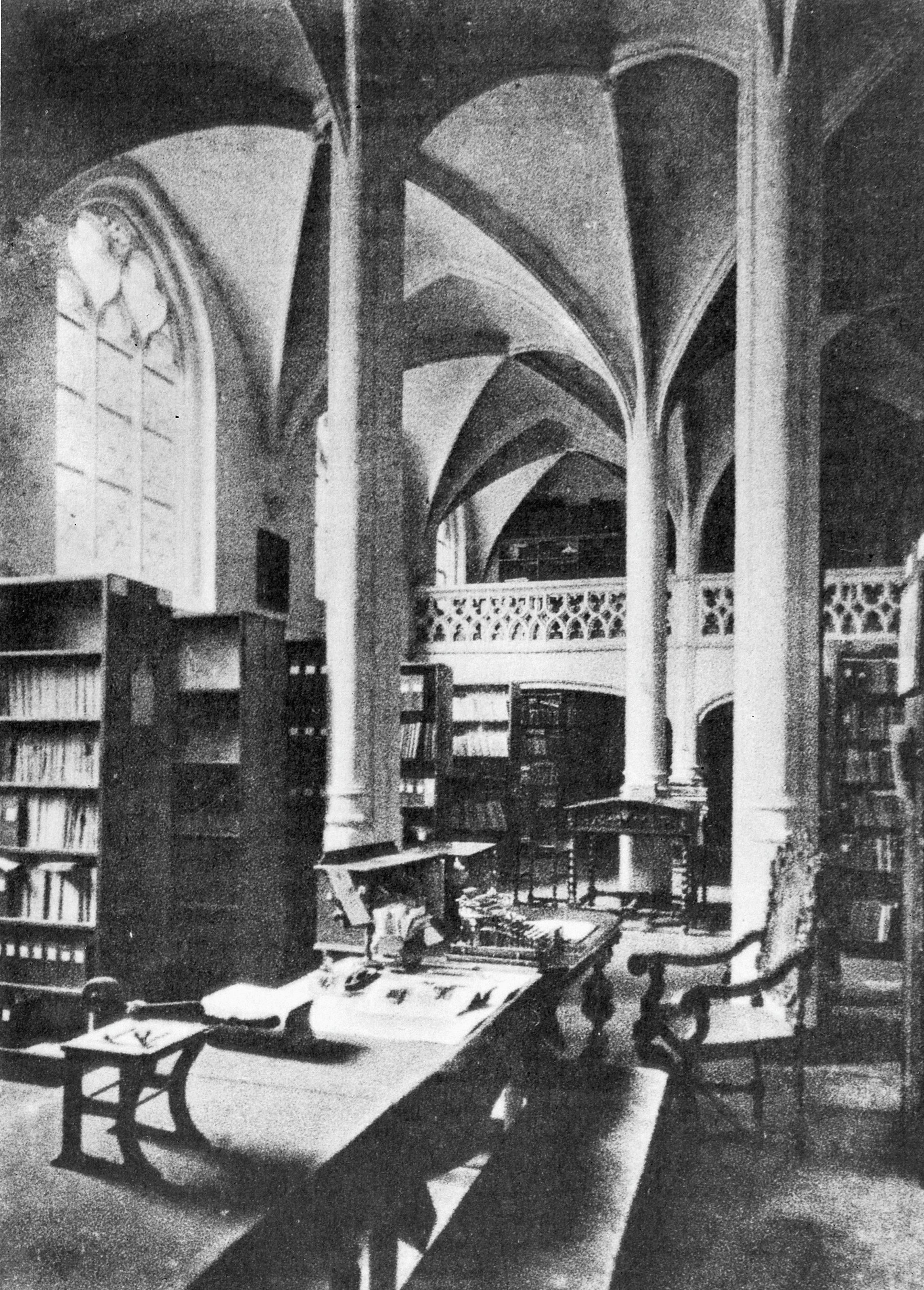
Het interieur van de kapel in 1933
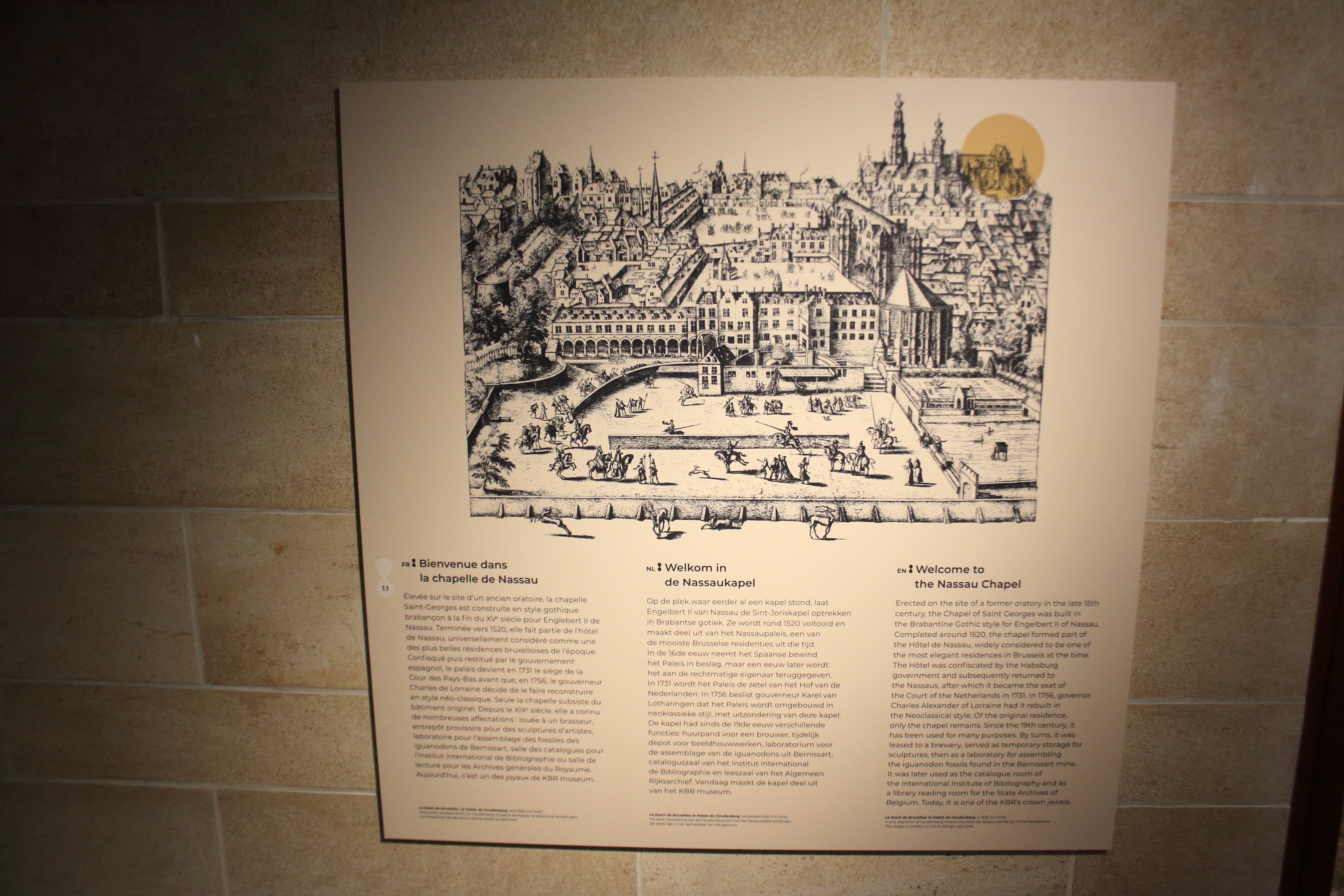
De Nassaukapel als onderdeel van het KBR Museum
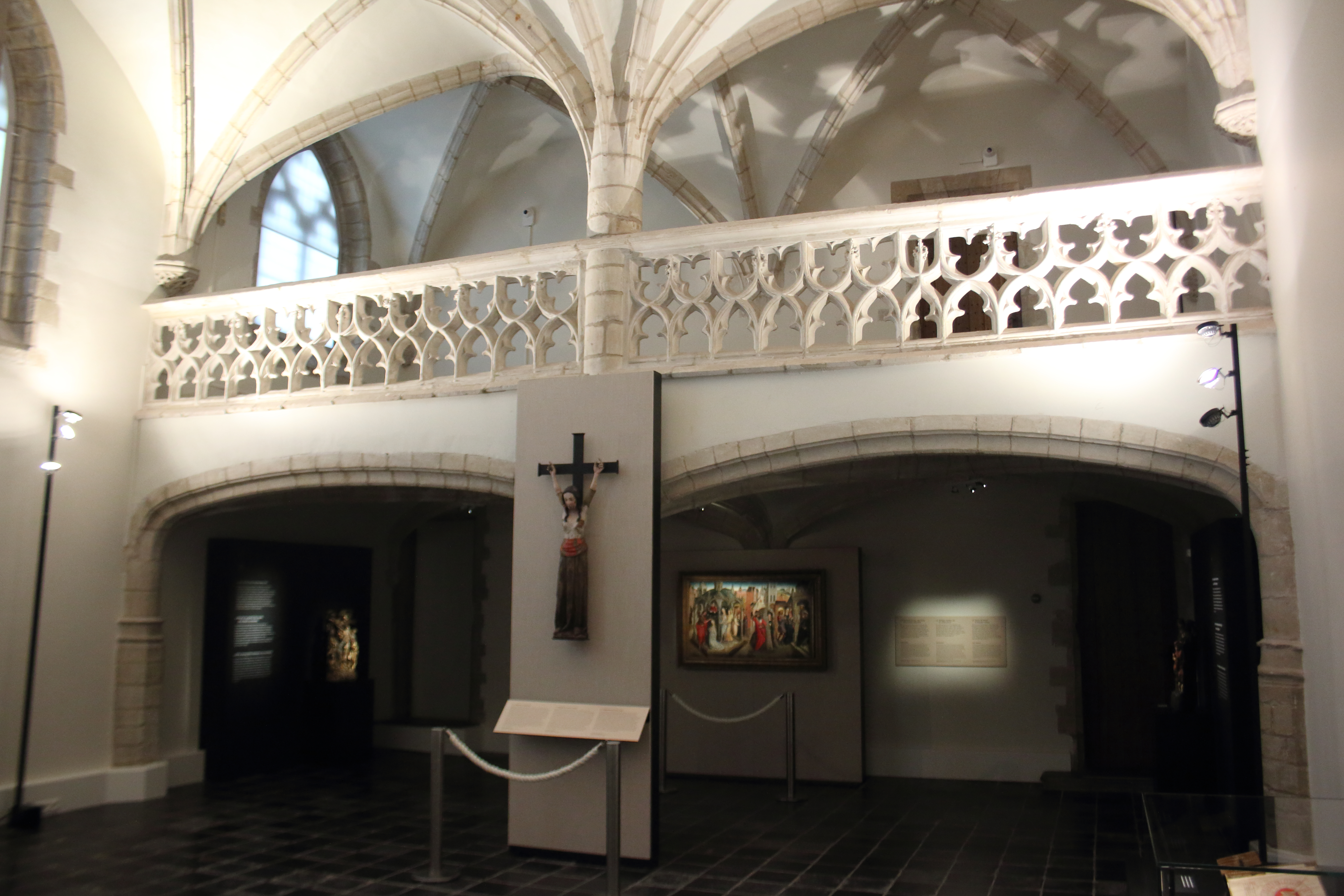
De Nassaukapel als onderdeel van het KBR Museum